# 브라운 (기업)
브라운(Braun GmbH), 다른 말로 브로운은 1921년에 설립된 독일의 소비재 제조 기업이다. 제품의 깔끔한 디자인으로 유명하다. 1950년 대 중반 이래로, 기능주의적으로 디자인된 생활 가전 제품들을 제조/판매하고 있다.
1984년부터 2005년까지 질레트의 자회사였다. 이미 1967년에 질레트가 브라운의 지배 지분(controlling interest)을 취득한 바 있다. 프록터 앤드 갬블이 질레트를 2005년도에 인수했으므로 브로운은 지금은 프록터 앤드 갬블의 자회사이다.

## 제품

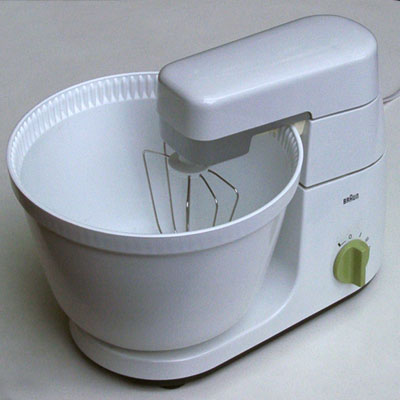
브라운 주방기기 KM32

- 면도기, 수염 정돈 기기 (전기 면도기, 머리(카락) 정돈 기기, 턱수염 정돈 기기)
- 구강 청정 기기 (현재는 오랄비 브랜드를 쓴다.)
- 미용 기기 (모발 관리 기기, 제모기)
- 의료 기기 (체온계, 혈압 모니터)
- 주방 기기 (커피 메이커, 커피 그라인더, 토스터, 블렌더, 쥬서)
- 다리미
- 시계, 계산기 (손목시계, 탁상시계, 벽시계, 계산기)

예전에는 고급 라디오, 슬라이드 프로젝터, 광학 기기, 하아-파이 사운드 기기 등을 생산하기도 했었다.

## 역사

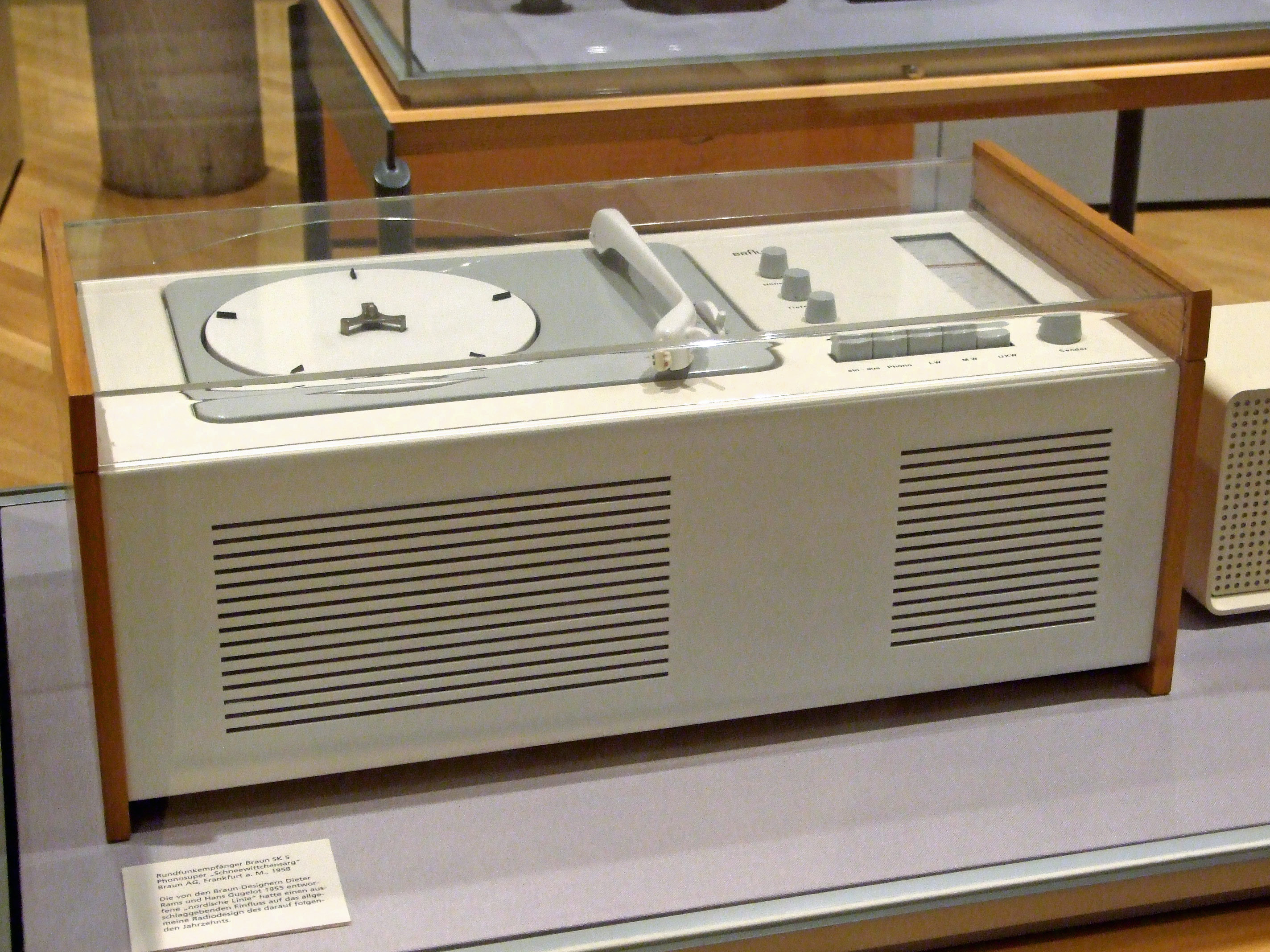
snow-white-coffin (Schneewittchensarg), 1958년

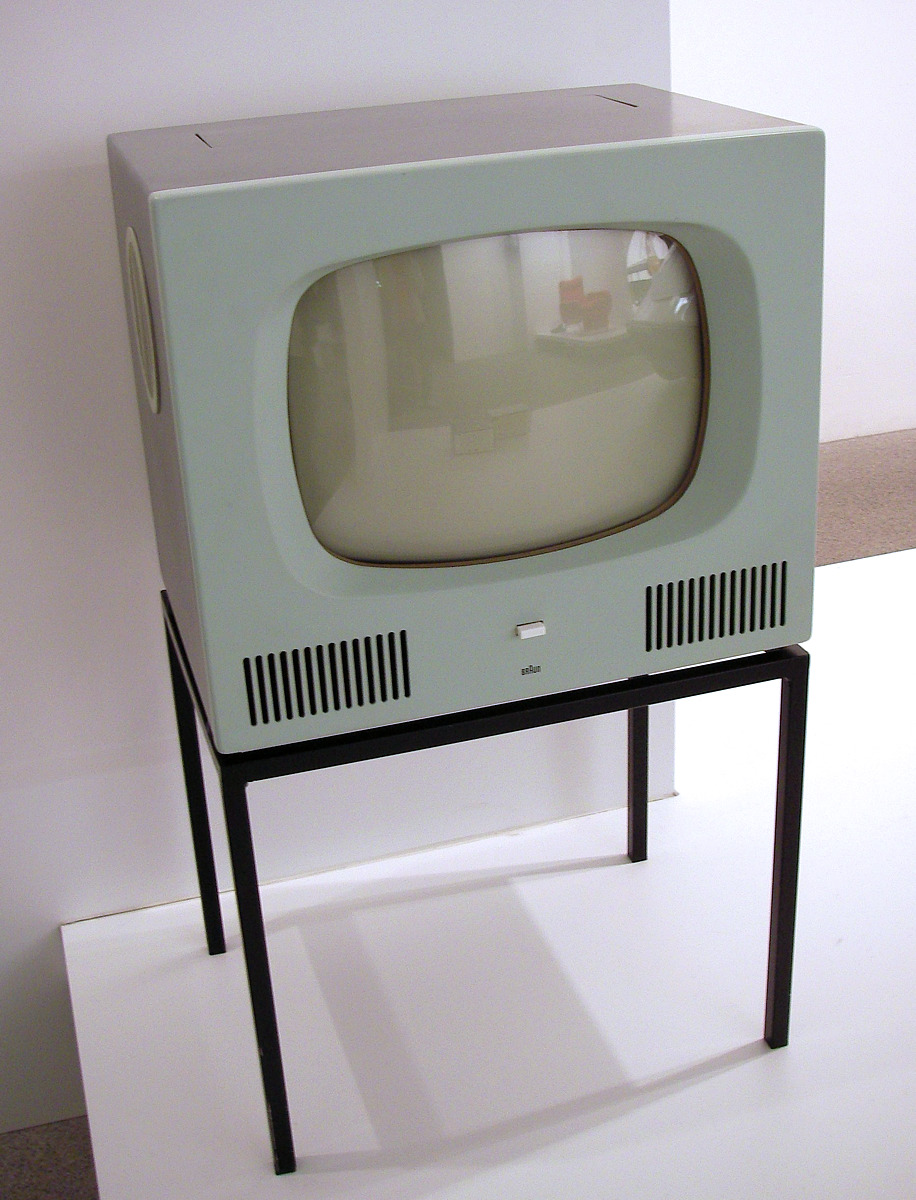
Braun HF 1, 1958년 독일

1921년 엔지니어였던 막스 브라운이 프랑크프루트 암 마인(독일어: Frankfurt am Main)에 작은 공작소를 열었다. 막스 브라운은 여기서 1923년부터 라디오 부품들을 제조했다. 특수한 플라스틱 재료의 사용 등에 힘입어, 회사는 크게 성장하였다. 1928년에는 아읻스타이너 슈트라세 (프랑크프루트)로 회사를 옮겼다.
회사를 창립한 지 8년 만인 1928년에 이르러 막스 브라운은 라디오 셋 전체를 완전히 생산하게 됐다. 곧이어 브라운은 독일 제일의 라디오 제조사가 됐다. 이러한 성장세는 1932년 라디오와 녹음기를 융합한 제품을 출시할 때까지 이어졌다.
1935년 브라운이라는 브랜드가 도입되었다. 가운데 A 문자가 도드라진 친숙한 로고가 도입되었다. 1937년 파리에서 열린 만국 박람회에서는 막스 브로운은 표음식 철자법(phonography)에 성과를 낸 공로를 인정받아 상을 받았다. 3년 뒤, 회사의 종업원 수가 1000명에 이르게 됐다.
브라운은 계속해서 고정세한 라디오와 오디오를 제조했다. 1956년 유명한 SK-4 레코드 플레이어를 출시했다. 브라운은 곧 하이-파이 오디오와 레코드 플레이어로 유명해졌다.
1950년대 들어 브라운은 "전기 면도기"라는 오늘날에도 유명한 제품을 만들어내기 시작한다. "S 50"이 브라운 최초의 전기 면도기이다. 이 전기 면도기는 1938년에 이미 설계되었으나 제2차 세계 대전으로 인해 출시가 지연되었고, 마침내 1951년 출시된 것이었다.  이 전기 면도기는 오실레이팅 커터 블록을 포함하며, 그 위에 장창된 매우 얇고 (하지만) 튼튼한 강철 포일(박편)을 가지고 있다. 이러한 구조 원리가 현재까지도 브라운의 전기 면도기에 쓰이고 있다.
1950년대 중반 이후, 브라운 브랜드는, 기능성과 기술을 접목한 독일의 현대적 산업 디자인 개념과 긴밀히 관련되었다. 당시, 가장 영향을 많이 끼친 디자이너는 브라운 디자인 부서의 디터 람스였다. 디터 람스는 1950년대와 1960년대에 걸쳐 융성했던 독일 디자인 르네상스의 핵심 인물이었다. 그는 울름 호흐슐레 퓌어 게스탈퉁(독일어: Ulm Hochschule fuer Gestaltung)의 교사로서 일한 바 있다. 브라운 사 입사 후 디터 람스는 끝내 브로운 디자인 부서의 부서장이 되었다. 디터 람스의 영향력은 많은 제품에서 엿볼 수 있다. 브로운의 유명한 SK-4 레코드 플레이어 및 고품격 36mm 슬라이드 프로젝터인 "D"-시리즈(D45, D46, D47)가 "기능주의적" 디자인의 대표적인 예이다. 잘 알려져 있지는 않지만 다른 대표적 디자인은 QUAD에서 전자 회로 부분을 라이선스 받은 일렉트로스태틱 라우드스피커 유닛인 LE1이다. 디터 람스는 1997년 은퇴할 때까지 약 30년간 브로운의 디자인 수장으로 근무하였다. 그가 디자인한 제품들 - 맵시 있는 커피 메이커, 계산기, 라디오, 면도기 등은 그의 제품을 소장 중인 뮤지움 오브 모던 아트관에서 볼 수 있다.
1970년대에는 팝 아트의 영향을 받은 디자인 방법론이 브라운의 제품들에 영감을 주기 시작하였다. 이러한 디자인 방법론은 많은 주방기기, 가정용 기기 디자인에 영감을 주어, 브라운 디자이너들은 기기의 기능주의적 깔끔한 라인은 계속 살리면서도, 밝은 색, 터치의 가벼움 등의 특징을 추가하였다.
1967년 브라운 사의 지배 지분(controlling interest)이 막스 브로운의 상속인에 의해 질레트 컴패니로 매각되었다. 질레트의 면도기 제품 라인-업을 보완하는 셈이었다. 1984년에 질레트의 단독-투자 자회사가 되었다. 2005년에는 질레트가 프록터 & 갬블로 넘어갔다.

## 현재

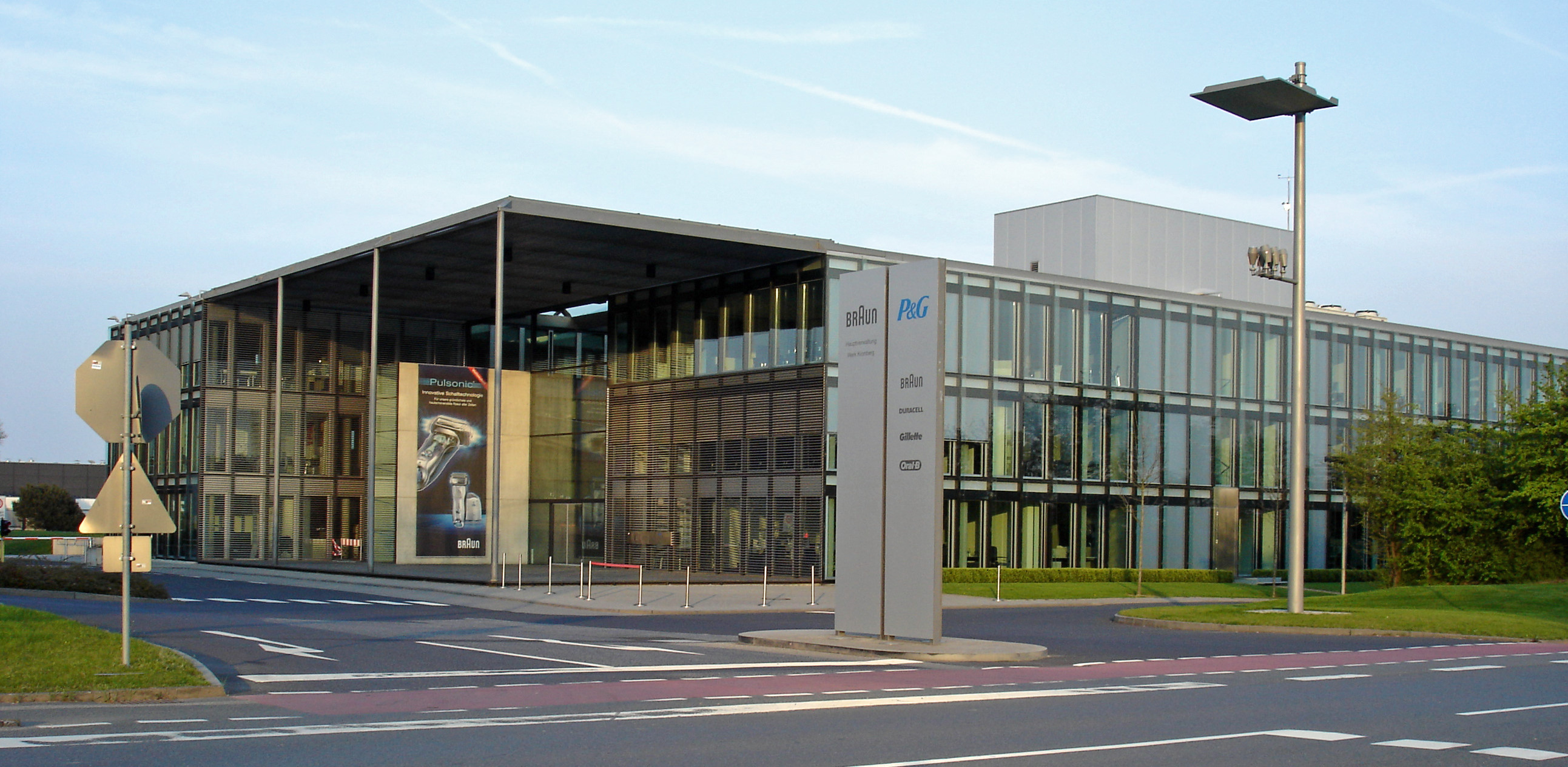
크론버그 시내, 브라운 사

브라운은 면도기, 제모기, 핸드 블렌더, 전동 칫솔, 적외선 귀 체온계(infrared ear thrmometers) 분야에서 세계 1위의 시장 점유율을 보이고 있다. 독일, 아일랜드, 스페인, 멕시코, 중화인민공화국 등 5개국에 7개의 공장을 가지고 있다.

## 같이 보기
- 디터 람스
- 질레트
- 프록터 앤드 갬블
- 필립스